# 西野町站
西野町站（日语：／ Nishinomachi eki */?）是位於岐阜縣岐阜市真砂町3丁目，名古屋鐵道岐阜市內線（忠節支線）的電車站（廢站）。

## 歷史
此站在美濃電氣軌道市內線開通時同時啟用。在約1946年（昭和21年），此站與鄰站本鄉町站之間曾經設有菅原町站（日语：／）。後來菅原町站合併至此站。
- 1925年（大正14年）12月11日 - 美濃電氣軌道市內線千手堂站至忠節橋站（日语：忠節橋駅）開通，此站啟用[1][2]。
- 日期不詳 - 菅原町站合併至此站[1][2]。
- 2005年（平成17年）4月1日 - 隨著岐阜市內線全線廢除，此站也被廢除[2]。

## 電車站構造
截至電車站廢除前，此站是地面車站，設有2面2線的相對式月台（千鳥式月台）。乘車處是位於道路上，沒有安全地帶，只有被稱為「Green Belt」的路面範圍（在該處路面會塗上綠色塗裝）。

### 配線圖
| ← 忠節方向      | 西野町站 站內配線略圖 | → 千手堂方向 |
| 图例 参考文献： |                       |              |

## 電車站周邊
- 岐阜西野郵局
- 岐阜縣立岐阜高等學校（日语：岐阜県立岐阜高等学校）

## 相鄰電車站
名古屋鐵道
■岐阜市內線
本鄉町－西野町－早田

## 注腳
1. 1 2 3  . 鄉土出版社. 1997: 218–230. ISBN 4-87670-097-4 （日语）.
2. 1 2 3  今尾惠介（監修）.  7号. 新潮社. 2008: 52. ISBN 978-4107900258 （日语）.
3. ↑  電氣車研究會，《鐵道畫刊》通卷第473號 1986年12月 臨時增刊号 「特集 - 名古屋鐵道」，附圖「名古屋鐵道路線略圖」